# Frédéric Fauquex
Frédéric Fauquex (* 26. Juni 1898 in Riex; † 15. Juli 1976 in Cully, heimatberechtigt in Riex und Lutry) war ein Schweizer Politiker (LPS).
Nach Absolvierung des Gymnasiums in Burgdorf, schloss er 1917 die Matura ab und arbeitete dann als Weinbauer. Im Jahr 1920 war er Gemeindeschreiber von Riex und wurde im 1926 zum Gemeindepräsidenten gewählt. Dieses Amt übte er bis 1933 aus und war danach von 1936 bis 1947 nochmals Gemeindepräsident. 1935 wurde er für den Kanton Waadt in den Nationalrat gewählt und 1945 gelang ihm die Wahl in den Ständerat. Im selben Jahr übernahm er auch das Präsidium der Liberalen Partei des Kantons Waadt. Nach seinem Amtsjahr als Ständeratspräsident 1962, schied er ein Jahr später aus dem Ständerat aus.
Fauquex präsidierte diverse Institutionen wie zum Beispiel ab 1961 den Rhone-Rhein-Schiffahrts-Verband, 1964–1973 das Théâtre du Jorat und die Schweizerische Filmkammer. Im Militär war er Major der Artillerie.
Er war Mitglied der Société d’Étudiants de Belles-Lettres.